# 嵐CHALLENGE★week
『嵐CHALLENGE★week』（あらしチャレンジウィーク）とは日本テレビ系にて2009年10月25日から11月1日の8日間に嵐と日本テレビが行ったコラボレーション企画である。

## 概要
嵐が2009年11月3日にデビュー10周年を迎えることを記念し、彼らにとって初めての冠番組『真夜中の嵐』を放送した日本テレビの様々な番組に2009年10月25日から一週間、嵐のメンバーが50時間以上出演したコラボレーション企画。最終日となる2009年11月1日には『驚きの嵐!世紀の実験 学者も予測不可能SP』をベースにした3時間の生放送特番で締めた。基本的には1つの番組には嵐全員ではなくメンバーの中から数名程度が出演した。
全番組中、最高視聴率は最終日に放送した『驚きの嵐!世紀の実験 学者も予測不可能SP&奇跡を呼ぶ実験的生ライブ!!』の23.5%（関東地区、ビデオリサーチ調べ）で、瞬間最高視聴率は29.8%だった。

## 出演者
- 嵐
（大野智、櫻井翔、相葉雅紀、二宮和也、松本潤）

## 出演番組
- ズームイン!!SUPER（10月26日 - 30日）

月曜日･櫻井、火曜日･松本、水曜日･相葉、木曜日･二宮、金曜日･大野の順番で毎日メンバーが日替わりで出演。
- 行列のできる法律相談所（10月25日）

二宮和也が出演。
- 人生が変わる1分間の深イイ話（10月26日）

櫻井翔が出演。
- NEWS ZERO（10月26日 - 30日）

櫻井翔が月曜キャスターとして出演。メンバーも日替わりでVOICEに出演。
- 嵐の宿題くん（10月26日）
- 魔女たちの22時（10月27日）

松本潤が出演。
- 1億人の大質問!?笑ってコラえて!（10月28日）

大野智が出演。
- ぐるぐるナインティナイン（10月29日）

『グルメチキンレース・ゴチになります!』に二宮和也が出演。
- 金曜ロードショー（10月30日）

松本潤が2008年に主演した映画『隠し砦の三悪人 THE LAST PRINCESS』を地上波初放送。
- 天才!志村どうぶつ園（10月31日）

相葉雅紀がレギュラー出演している。この日は今までの相葉の映像の総集編と、相葉雅紀の動物たちを100倍楽しくする方法を放送し、相葉スペシャルと題された。
- 驚きの嵐!世紀の実験 学者も予測不可能SP&奇跡を呼ぶ実験的生ライブ!!（11月1日）